# Cephalostemon affinis
Cephalostemon affinis là một loài thực vật có hoa trong họ Rapateaceae. Loài này được Körn. mô tả khoa học đầu tiên năm 1872.